# Rudolph von Delbrück

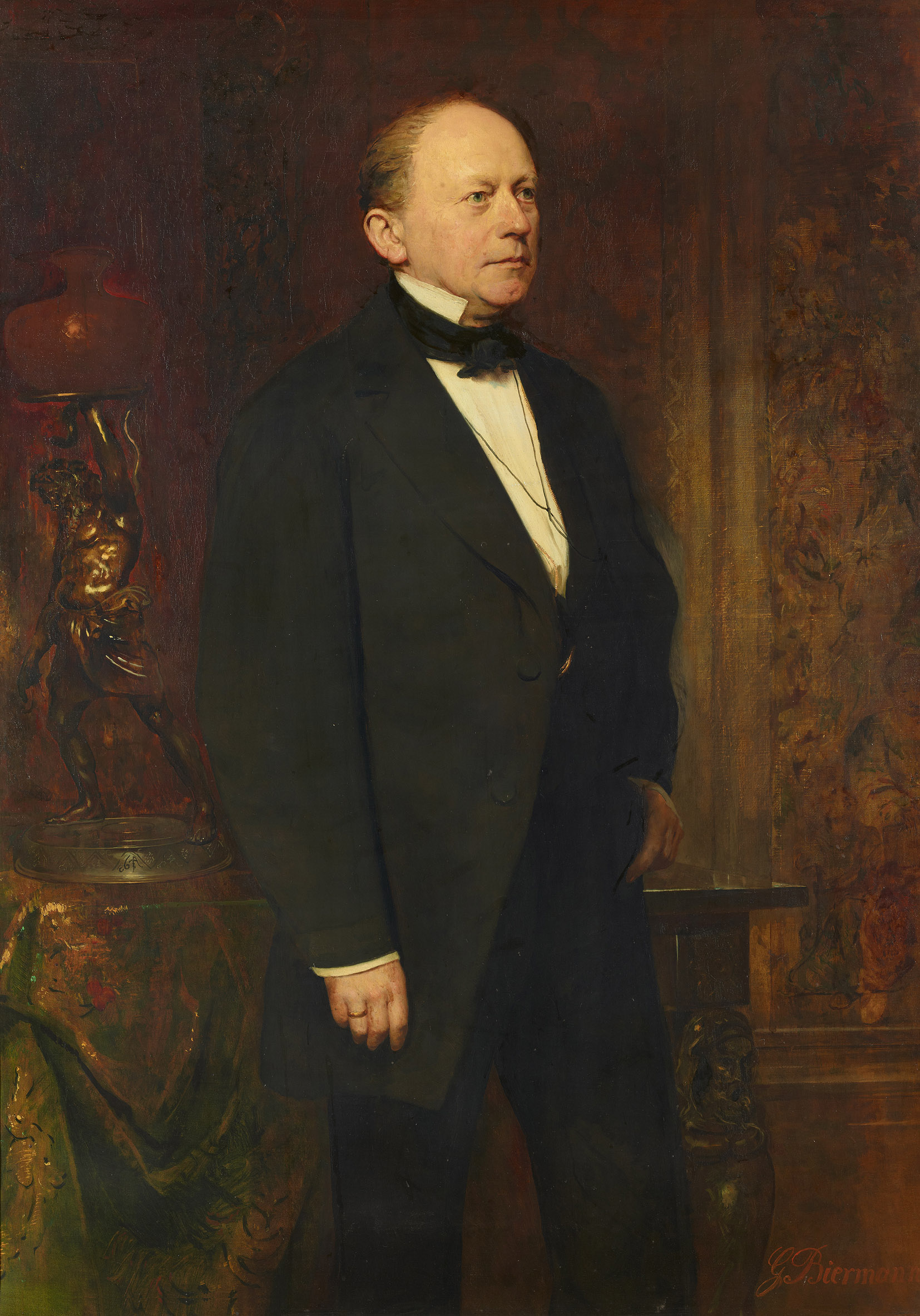
Rudolph von Delbrück, Porträt von Gottlieb Biermann (1875)

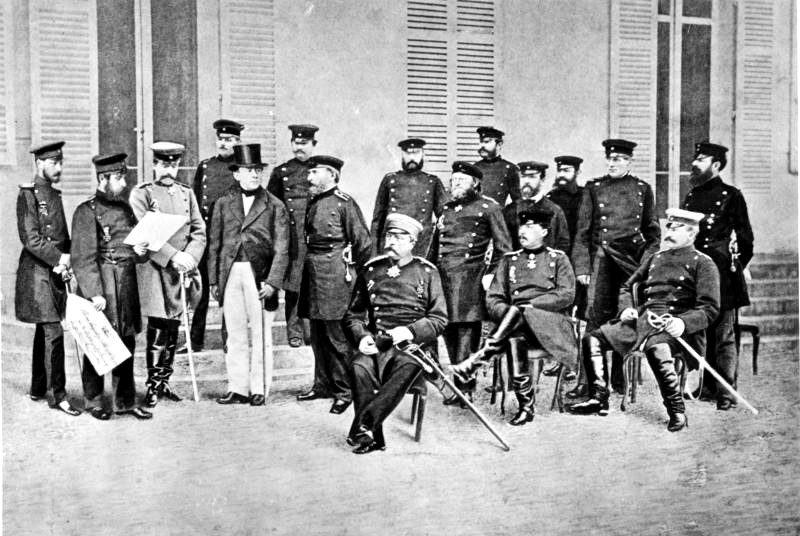
Delbrück (links, mit Zylinder) 1871 im Deutsch-Französischen Krieg, preußisches Hauptquartier in Versailles

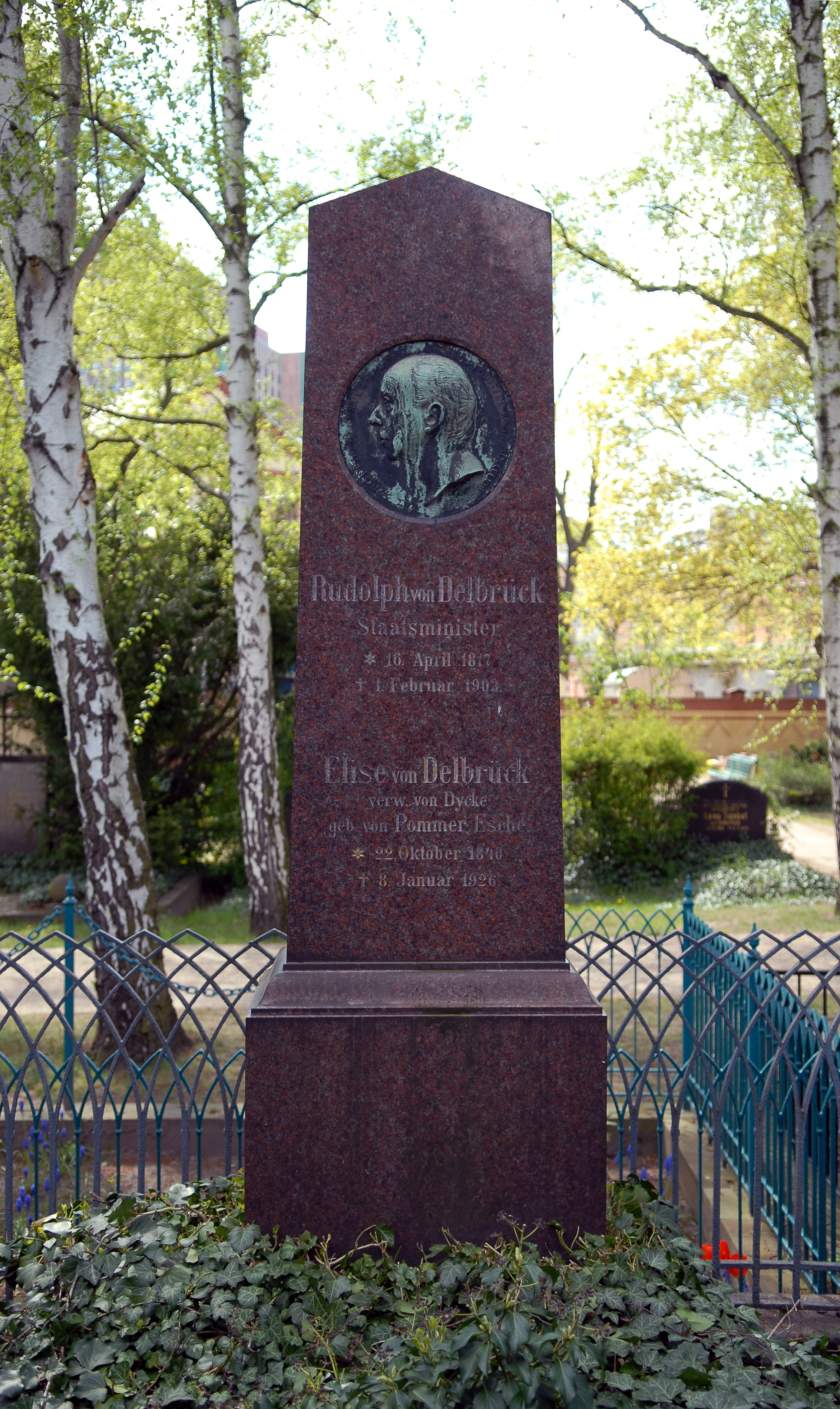
Grab von Rudolph von Delbrück auf dem Dorotheenstädtischen Friedhof in Berlin (→ Detailaufnahme des Medaillons)

Martin Friedrich Rudolph Delbrück, ab 1896 von Delbrück (* 16. April 1817 in Berlin; † 1. Februar 1903 ebenda) war ein preußischer und deutscher Politiker.

## Familie
Seit 1875 war Delbrück mit Elise (1840–1926), verwitwete von Dycke, aus der preußischen Adelsfamilie von Pommer-Esche verheiratet. Sie gab nach seinem Tode auch seine Lebenserinnerungen heraus, die vorher nur für den familiären Kreis gedruckt worden waren. Delbrück selbst hatte keine Kinder, seine Frau brachte den Stiefsohn Otto jun. von Dycke in die Ehe, der das Rittergut Losentitz bei Garz auf Rügen von seinem Vater erbte.
Rudolph von Delbrück gehörte zu einer weit verzweigten Familie, die im 19. Jahrhundert in Preußen und Deutschland einige einflussreiche Positionen innehatte. Zu nennen sind sein Vater Friedrich Delbrück und sein Vetter Adelbert Delbrück. Auch Hans Delbrück gehörte zur Familie Delbrück.

## Leben
Nach dem Studium der Rechtswissenschaft, bei dem er u. a. auch Vorlesungen von Leopold von Ranke hörte, begann Delbrück 1837 die preußische Beamtenlaufbahn. 1844 trat er in das preußische Handelsministerium ein, 1848 wurde er zum Ministerialdirektor in dieser Behörde und setzte sich vor allem für den Freihandel ein. So ging die Ausweitung des Deutschen Zollvereins zu großen Teilen auf ihn zurück. Sein größter Erfolg dabei war die Eingliederung Hannovers 1851. Delbrück war dabei stets auf einen Ausschluss Österreichs und damit den Erhalt der preußischen Hegemonie im Zollverein bedacht. Er verstand seine liberale Handelspolitik, die zu wirtschaftlichem Wachstum führen sollte, und die Handelsverträge, die Preußens Bedeutung in Europa steigern sollten, durchaus als Mittel, um diesem die Vormachtstellung gegenüber Österreich zu sichern. Die daraus erwachsenden Spannungen legte er 1853 allerdings auch wieder bei, indem er einen Handelsvertrag mit Österreich vereinbarte. Auch am Handelsvertrag mit Frankreich (1862) und an ähnlichen Verträgen mit Belgien und Italien wirkte er mit.
Ab 1867 war Delbrück Präsident des Bundeskanzleramts des Norddeutschen Bunds und galt als „rechte Hand“ Bismarcks, den er vor allem im Parlament oft vertrat. Dort galt er als Vermittler zwischen den Liberalen und Bismarck. 1869 erhielt er den Rang eines Staatsministers.
Als Vertrauter Bismarcks führte Delbrück 1870 auch die Verhandlungen mit den süddeutschen Staaten, die schließlich zur Reichsgründung von 1871 führten. Im Anschluss blieb er zunächst engster Mitarbeiter Bismarcks und wurde Präsident des Reichskanzleramts. Für seine Verdienste im Deutsch-Französischen Krieg erhielt er eine Dotation in Höhe von 200.000 Talern. In Anerkennung seiner Leistungen um die Reichsgründung wurde er 1896 in den erblichen preußischen Adelsstand erhoben.
Bismarcks Abwendung vom Freihandel und Hinwendung zu Protektionismus und Verstaatlichung in den 1870er Jahren stießen bei Delbrück, der seinem Liberalismus treu blieb, auf Ablehnung. Nachdem Bismarcks vor Delbrück geheim gehaltener Plan, die Eisenbahnen zu verstaatlichen, bekannt geworden war, trat er 1876 von seinem Amt zurück. Dieser Bruch, symptomatisch für die sich verstärkenden Spannungen zwischen den Liberalen und Bismarck, gab den ersten Anlass zur „Kanzlerkrise“ von 1876 bis 1878.
Nach dem Rücktritt kandidierte der parteilose Delbrück zur Reichstagswahl 1878 in dem sonst nationalliberalen Reichstagswahlkreis Großherzogtum Sachsen-Weimar-Eisenach 3 (Neustadt a.d.Orla) und wurde mit klarer Mehrheit gewählt. Bis zur nächsten Wahl 1881 blieb er Mitglied des Reichstags und bekämpfte dort als Fraktionsloser engagiert, aber erfolglos die Schutzzollpolitik und die beginnende Sozialgesetzgebung Bismarcks, die er als antiliberal und etatistisch ansah.
Nach seinem Tode erschienen seine Lebenserinnerungen, die allerdings nur die Zeit bis 1867 umfassen.

## Ehrungen
- 1881 Ehrendoktor
- Die Delbrückstraße in Bremen – Schwachhausen wurde nach ihm benannt.
- Weitere Delbrückstraßen befinden sich u. a. in Berlin, Brunsbüttel, Heringsdorf und Warburg.

## Schriften
- Lebenserinnerungen, 1817–1867. 2 Bände. Duncker & Humblot, Leipzig 1905.